# 더그 매시스
더글러스 앨런 매시스(Douglas Alan Mathis, 1983년 6월 7일 ~ )는 미국의 전 야구 선수이다. 전 대만 중화 직업봉구 대연맹 퉁이 라이온스의 선수 겸 아메리칸 리그 텍사스 레인저스의 불펜코치이다.

## 선수 시절

### 미국 프로야구 시절
2004년 신인 드래프트에서 시애틀 매리너스가 31라운드에서 매시스를 뽑았지만, 대학 진학을 위해 미주리 대학교에 진학했다. 1년 후 다시 드래프트에 참가해 2005년 13라운드 399픽으로 텍사스 레인저스에 입단했다.

### 한국 프로야구 시절

#### 삼성 라이온즈시절
2011년 7월 14일에 라이언 가코의 대체 선수로 영입된 후 2군에서 1경기를 치렀고, 1군에 올라오자마자 넥센전에서 6이닝 7피안타, 3탈삼진 무실점으로 데뷔전에서 승리 투수가 됐다. 그러나 이후 몇 경기에서 난조를 보이기 시작했고, 그 당시 제구가 안 좋았던 리즈와의 맞대결에서도 패하기도 했다. 2011년 한국시리즈 1차전에 선발 등판했지만, 중간에 차우찬으로 교체되는 등 상대를 압도하는 능력이 부족하다는 이유로 시즌 후 재계약에 실패하고 보류 명단에서 제외됐는데 본인(매시스)에 앞서 좌완 에릭 스털츠가 거론됐으나 메이저리그행이 확정되면서 좌절됐다.

### 미국 프로야구 복귀
2012년에 보스턴 레드삭스와 마이너 리그 계약을 맺고 이적하며 구산 산하 트리플 A에서 활동했다.

### 일본 프로야구 시절
2012년 7월 27일 지바 롯데 마린스에 입단하였다. 시즌 1승 4패, 평균자책점 6.49로 부진한 성적을 거뒀고 11월 30일에 방출됐다.

### 미국 프로야구 재복귀
2013년 1월에 마이애미 말린스와 마이너 계약을 맺었다.

## 야구선수 은퇴 후
2020년부터 텍사스 레인저스의 투수코치로 활동한다.

## 통산 기록

### 메이저 리그
| 연도 | 소속  | 경 기 | 선 발 | 완 투 | 완 봉 | 이닝   | 피 안 타 | 자 책 점 | 피 홈 런 | 볼 넷 | 삼 진 | 승 | 패 | 세 이 브 | 홀 드 | 블 론 | 평균 자책 | WHIP |
| 2008 | TEX   | 8     | 4     | 0     | 0     | 22 1/3 | 37       | 17       | 3        | 14    | 9     | 2  | 1  | 0        | 0     | 0     | 6.85      | 2.28 |
| 2009 | TEX   | 24    | 2     | 0     | 0     | 42 2/3 | 39       | 15       | 4        | 10    | 25    | 0  | 1  | 0        | 0     | 0     | 3.16      | 1.15 |
| 2010 | TEX   | 13    | 0     | 0     | 0     | 22 1/3 | 30       | 15       | 7        | 11    | 10    | 1  | 1  | 0        | 0     | 0     | 6.04      | 1.84 |
| 통산 | 3시즌 | 45    | 6     | 0     | 0     | 87 1/3 | 106      | 47       | 14       | 35    | 44    | 3  | 3  | 0        | 0     | 0     | 5.35      | 1.75 |

### 한국 프로 야구
| 연도   | 소속  | 평균 자책점 | 경 기 | 승 | 패 | 세 | 홀 | 승 률 | 타 자 | 이 닝 | 피 안 타 | 피 홈 런 | 볼 넷 | 사 구 | 삼 진 | 실 점 | 자 책 점 | 완 투 | 완 봉 | 블 론 | 희 타 | 희 비 | 폭 투 | 보 크 | 투구수 | 이닝당 투구수 | K/BB | K/9  | BB/9 | H/9  | WHIP | 피안타율 |
| ------ | ----- | ----------- | ----- | -- | -- | -- | -- | ----- | ----- | ----- | -------- | -------- | ----- | ----- | ----- | ----- | -------- | ----- | ----- | ----- | ----- | ----- | ----- | ----- | ------ | ------------- | ---- | ---- | ---- | ---- | ---- | -------- |
| 2011년 | 삼성  | 2.52        | 10    | 5  | 2  | 0  | 0  | 0.714 | 272   | 64 ⅓  | 59       | 1        | 34    | 0     | 32    | 19    | 18       | 0     | 0     | 0     | 2     | 1     | 3     | 0     | 1089   | 16.93         | 0.94 | 4.48 | 4.76 | 8.25 | 1.45 | 0.251    |
| 통산   | 1시즌 | 2.52        | 10    | 5  | 2  | 0  | 0  | 0.714 | 272   | 64 ⅓  | 59       | 1        | 34    | 0     | 32    | 19    | 18       | 0     | 0     | 0     | 2     | 1     | 3     | 0     | 1089   | 16.93         | 0.94 | 4.48 | 4.76 | 8.25 | 1.45 | 0.251    |